# فلوپروکوازون
فلوپروکوازون (انگلیسی: Fluproquazone) (نام تجاری Tormosyl، RF 46-790) یک مشتق از کینازولینون با اثرات ضد درد، ضد تب و ضدالتهابی قوی بود که در طول توسعه به دلیل سمیت کبدی حذف شد.: 370 